# هيلسبورو (نيوهامشير)
هيلسبورو (بالإنجليزية: Hillsborough, New Hampshire)‏ هي بلدة نيو إنجلاند و بلدة أمريكية تقع في الولايات المتحدة في نيوهامشير. يقدر عدد سكانها بـ 6,011 نسمة ومساحتها 115.6 كم2 وترتفع عن سطح البحر 194 متر.

## أعلام
- ويلسون بيثيل
- جون غرايمز ووكر
- جون باتلر سميث
- بنجامين بيرس تشيني
- بنجامين فرانكلين كيث
- جون ماكنيل جونيور